# John Corabi
John Corabi est un chanteur et guitariste né le 26 avril 1959 à Philadelphie aux États-Unis. Il est surtout connu pour avoir été le chanteur de Mötley Crüe de 1992 à 1997. Avec Mötley Crüe, il a enregistré un album studio en 1994. Il a fait partie de plusieurs autres groupes ou projets comme Angora, The Scream, Ratt, Brides of Destruction.
Depuis 2023, il est de retour dans le super-groupe australo-américain The Dead Daisies, dont il est le chanteur.